# Theodor Hejda
Theodor Hejda (ukrajinsky Гейда Федір В'ячеславович nebo Geida Fedor Vjačeslavovič, 25. prosince 1858, Plzeň – 17. ledna 1920, Kvasyliv) byl československý kněz, učitel, veřejný a náboženský činitel, zakladatel a první veřejný kněz církve Petra a Pavla, která patřila do české obce Volyň v Kvasylově (nyní – Pravoslavná církev Ukrajiny).

## Životopis
Narodil se 25. prosince 1858 v Plzni, v roce 1868 absolvoval dvoutřídní školu v Rakousku-Uhersku a v roce 1874 absolvoval státní školu pro studium ruského jazyka. Později se na pozvání Čechoslováků a místní České komunity přestěhoval do Volyně. V roce 1878 absolvoval celý kurz učitelského semináře v Korostyšivu.

## Služba
Po pozemkové reformě v roce 1861 zažívaly volyňské země velkou nouzi pracovní síly, která sem přitahovala zahraniční dělníky. V 19. století se sem začali masově stěhovat Němci a Češi. V roce 1868 žilo na Volyni čtrnáct českých rodin, které se sem přistěhovaly v roce 1851. V roce 1863 zde Češi vytvořili první českou kolonii Ljudgarovka (dnes obec Privolnoe, okres Dubno), přičemž si zachovali své rakousko-uherské občanství.
Na pozvání představitelů obce českých zemí Rakouska-Uherska se na Volyň přesouvali také učitelé a duchovní. Jedním z učitelů byl Theodor Hejda. Theodor však nebyl knězem. Nejprve působil jako učitel na škole Glinského v okrese Rivne, později učil na gymnáziu v Rivne. V Kvasilově Hejda rozhodl sám přistoupit k výuce českého jazyka, „aby se děti čísti a psáti naučily a tak se národu našemu zachovaly“. Před druhou světovou válkou polovina obyvatel této obce byli Češi, kteří se hlásili k pravoslaví.
Při výběru představeného pro svůj nový kostel si komunita zvolila „bývalého“ katolíka Theodora, který od té doby byl jmenován Feodorem. Následně Theodor byl pozván do Petrohradu na Svatý synod Ruské pravoslavné církve, kde byl vysvěcen na kněze. Theodor byl jedním z prvních volyňských Čechů, který dostal tuto hodnost. Není jasné, zda měl povolení od katolické církve. Byla mu tehdy taktéž určena manželka Alexandra Mikhailovna Yunevich, vybraná ze starobylé ukrajinské rodiny kněží.
V letech 1878–1881 působil jako veřejný učitel v Bystřicích na Rivně, učil na Buderazhském veřejném učilišti.

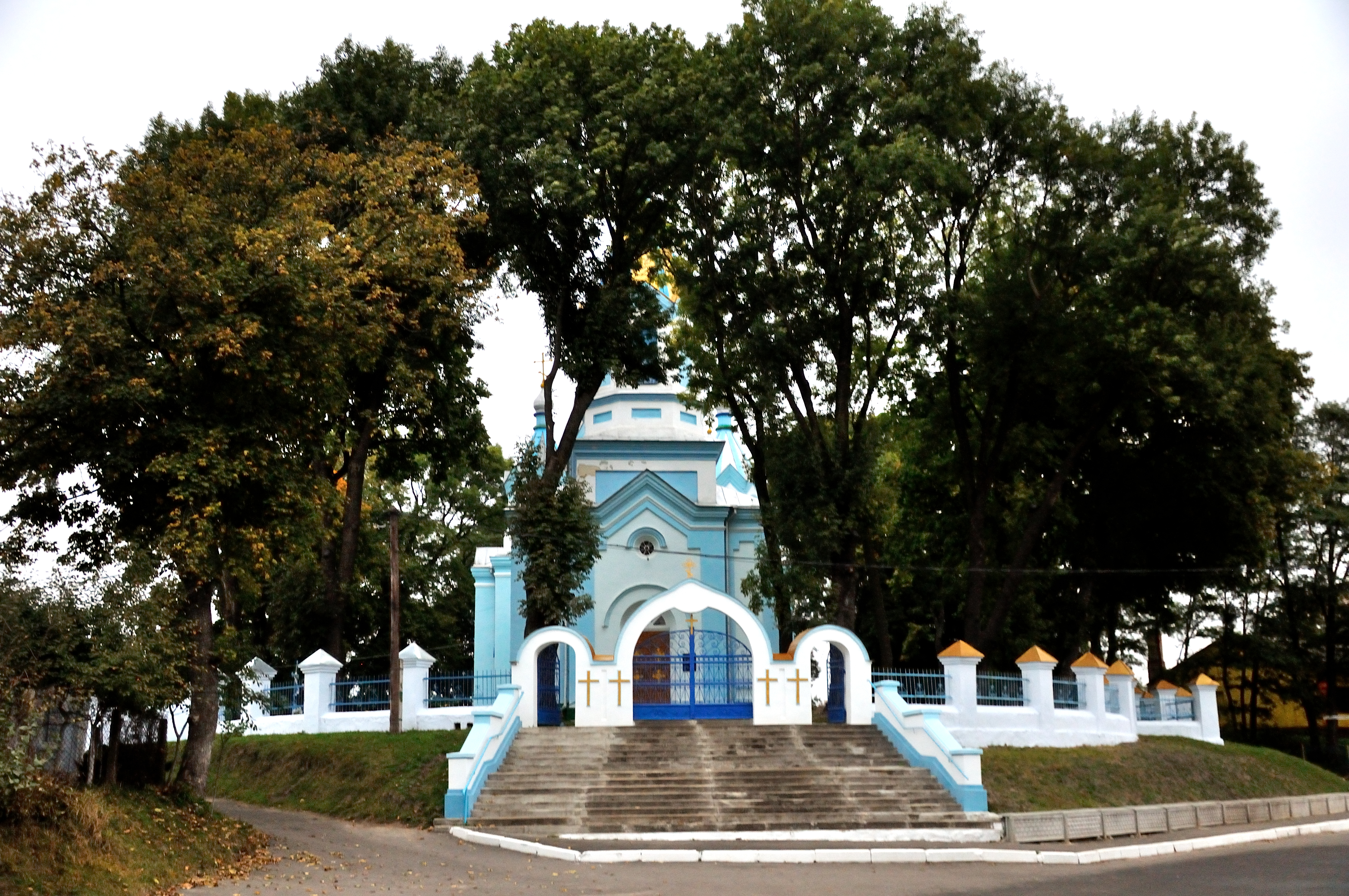
Kostel Nanebevzetí Panny Marie v Glynsku, kde byl Theodore v roce 1888 vysvěcen na kněze

V roce 1888 Hejda úspěšně složil zkoušky ze všech teologických předmětů (pro ročníky V a VI) teologického semináře, aby získal kněžský titul. Ve stejném roce (nebo r. 1889) přijal kněžskou hodnost v kostele Nanebevzetí Panny Marie v Glinsku, kde působil jako učitel na veřejném učilišti.Roku 1889 Theodor byl jmenován farářem kvasilovské farnosti a asistentem českého misionáře. Stal se tak prvním pravoslavným knězem volyňské české obce. 16. dubna 1889 Hejda začal sloužit mše v češtině pro 94 pravoslavných Čechů. Hejda také aktivně vybízel mládež ke studiu českého jazyka.
V české vesnici Kvasilov (okres Rovno) Theodor založil český pravoslavný chrám Petra a Pavla, přičemž samostatně dohlížel na stavbu. 10 prosince 1895 chrám byl vysvěcen arcibiskupem Modestem Volyňským a Žitomírským za přítomnosti volyňského guvernéra S. P. Suchodolského, místních úřadů a členů Posvátného synodního vzdělávacího výboru. Ve svém projevu při otevření chrámu Theodor prohlásil, že „kdo se postaví proti pravoslavné víře, je nepřítelem Ruska.“ V současné době tento chrám patří komunitě Pravoslavná církev Ukrajiny.

Dne 21. září 1906 připravil Hejda spolu s dalším knězem Začou zprávu pro arcibiskupa Antonína z Volyně. Theodor mimo jiné poznamenal, že s přijetím pravoslavné víry české děti „přišly o všechny dobré zvyky a morálku”.

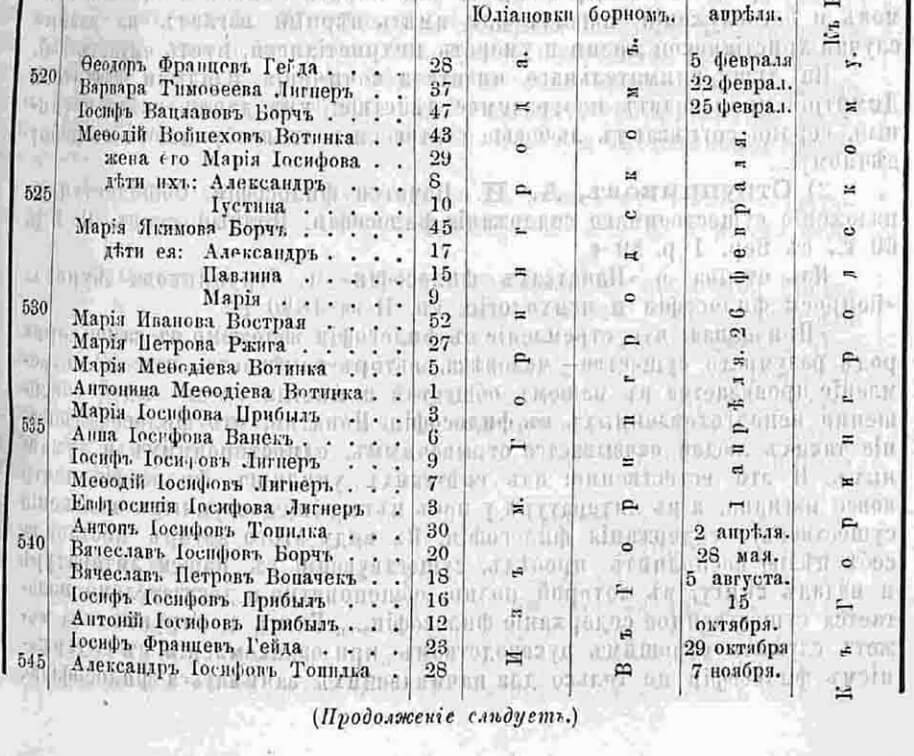
Theodorovo jméno je v záznamu ze sčítání volyňských Čechů (1888), kteří přistoupili k pravoslaví

### Poslední roky
V roce 1919 manželka Aleksandra odjela za svými dětmi na východní Ukrajinu. Následně začala okupace západní Ukrajiny a ona se už nemohla vrátit domů do Kvasilova. Theodor o ní neměl žádné zprávy a kvůli uzavření hranic už nemohl uvidět dětí.
Teodor do svých posledních dnů působil jako pravoslavný kněz v Kvasilově, zemřel 17. ledna 1920. Byl pohřben na pozemku jím založeného chrámu. Dalším knězem chrámu byl Gervasy Lissitzky.

## Ocenění
- Nabederník (1890);
- Skufia (1895);
- Kamilávka (1905);
- Bronzová a stříbrná medaile – za účast na prvním celostátním všeobecném sčítání lidu (1897).[11]

## Rodina
Theodor a Alexandra vychovali šest dětí. Všem dětem se dostalo dobrého vzdělání a vychování, hrály na klavír, dívky vyšívaly, všichni dobře tančili, mluvili francouzsky.
- Manželka – Alexandra Mikhailovna Geida, rozená Yunevich. Zemřela v Jekatěrinoslavi ve třicátých letech 20. st.
- Synové: Ivan Fedorovič Hejda a Alexander Fedorovič Hejda.
  - Syn Ivan Fedorovič – kádrový důstojník v carské armádě. Po převratu v roce 1917 už nemohl odejít do zahraničí, pracoval v Moskvě jako účetní. Byl třikrát ženatý, neměl děti, zemřel v padesátých letech 20. století.
  - Syn Oleksandr Fedorovyč – Alexander Fedorovič – skromný a plachý, vystudoval duchovní seminář, ale nepřijal kněžské svěcení. Učil latinu na lékařském učilišti. Ve třicátých letech 20. století byl pronásledován, strávil více než 10 let v exilu na Sibiři. V roce 1956 se vrátil z exilu do Dněpropetrovsku k příbuzným, pak žil v Kirovogradu.
- Otec – Václav Hejda (v dokumentech jméno Theodorova otce bylo přeloženo jako Vjačeslav). Byl jedním z prvních českých osadníků na západní Ukrajině, prchajících před chudobou.
- Dědeček – Franz Hejda.
- Dcery: Olga (nar. 1878–?), Nina, Věra a Maria.
  - Dcera Maria Fedorovna Geida (1887, Budorozh – 1979). V roce 1907 se ve Zdolbunově provdala za Jevgenije Romanoviče Jarmolčuka (nar. 14. března 1879) a přestěhovala se s ním do Petrohradu. Dobře tančila a hrála na klavír. V Rovně se seznámila s Michailem Romanovem (bratrancem Mikuláše II.). Roku 1909 porodila dceru Radu (Raisu), 1915 syna Dmitrije.
  - Dcera Olga Fedorovna – provdala se za Petra Andreeva. Její manžel a nejstarší syn Lev byli popraveni zastřelením během represí.
  - Dcera Nina – provdala se za Mykolu Voroncova, žila v Igrenu (Dnipro).
- Vnoučata
  - Dmitrij Jarmolčuk (1915–2005) – ukrajinský vynálezce, inženýr, po mnoho let ředitel Dněpropetrovského konstrukčního institutu.
  - Mykola Jarmolčuk (1898–1979) – sovětský inženýr-konstruktér, vynálezce balónového vlaku.